# Cactus Beach
Cactus Beach är en strand i Australien. Den ligger i delstaten South Australia, omkring 610 kilometer nordväst om delstatshuvudstaden Adelaide.
Stäppklimat råder i trakten. Genomsnittlig årsnederbörd är 329 millimeter. Den regnigaste månaden är maj, med i genomsnitt 64 mm nederbörd, och den torraste är oktober, med 6 mm nederbörd.